# Midtre Gauldal
Midtre Gauldal és un municipi situat al comtat de Trøndelag, Noruega. Té 6.298 habitants (2016) i té una superfície de 1.860 km². El centre administratiu del municipi és el poble de Støren.
El municipi es va establir l'1 de gener de 1964. A la zona sud-est del municipi, als voltants del muntanya Forollhogna, hi ha el parc nacional del mateix nom.